# Jacob Burckhardt
Jacob Christoph Burckhardt (Basileia, 25 de maio de 1818 – Basileia, 8 de agosto de 1897) foi um historiador da arte e da cultura suíço. Foi professor de história da arte na Universidade de Basileia e na Universidade de Zurique. Escreveu importantes obras nas áreas da história cultural e história da arte.

## Biografia
Jacob Burckhard era filho de um clérigo protestante de uma das mais respeitadas famílias da cidade da Basileia, na Suíça. Educado na excelente escola de gramática da região, Burckhardt seguiu seus estudos na área das humanidades, demonstrando especial apreço pela cultura grega. Embora em seus anos iniciais o autor tenha seguido uma perspectiva romântica, em seus finais, suas ideias religiosas revelaram sua inspiração clássica, que veio a moldar o seu conceito de história. Sua obra A cultura do renascimento na Itália, publicada em 1860, é considerada ainda hoje uma das obras clássicas na área da história cultural.

## Críticas à Filosofia da História
Burckhardt não concordava com uma ideia de filosofia da História, dizia aos seus alunos que não ministraria "qualquer filosofia da História". Segundo ele essa ideia era um contrassenso.

## Obra
- 1838 - Fotos da Itália (Bilder aus Italien)
- 1840 - Carl Martell
- 1842 - Obras de arte das cidades belgas (Kunstwerke der belgischen Städte)
- 1843 - Conrad von Hochstaden
- 1844 - A Igreja para Ottmarsheim na Alsácia (Die Kirche zu Ottmarsheim im Elsaß)
- 1846 - Os Alamanos e sua Conversão ao Cristianismo (Die Alemannen und ihre Bekehrung zum Christentum)
- 1849 - Férias. Um presente de outono (Ferien. Eine Herbstgabe)
- 1852 - Erzbischof Andreas von Krain und der letzte Concilsversuch in Basel
- 1853 - O Tempo de Constantino o Grande (Die Zeit Constantins des Großen)
- 1853 - E Hämpfeli Lieder
- 1855 - O Cicerone. Um Guia para Aproveitar a Arte da Itália (Der Cicerone. Eine Anleitung zum Genuß der Kunstwerke Italiens)
- 1860 - A Cultura do Renascimento na Itália (Die Kultur der Renaissance in Italien)
- 1898 - Memórias de Rubens (Erinnerungen aus Rubens, póstuma)
- 1905 - Considerações sobre a história universal (Weltgeschichtliche Betrachtungen, póstuma)